# Frithiof Mårtensson
Folke Frithiof Martens Mårtensson, född 19 maj 1884 i Eslöv, död 20 juni 1956 i Adolf Fredriks församling i Stockholm, var en svensk brottare, som blev olympisk guldmedaljör i grekisk-romersk stil 73 kg i London 1908.